# 무형문화유산 목록

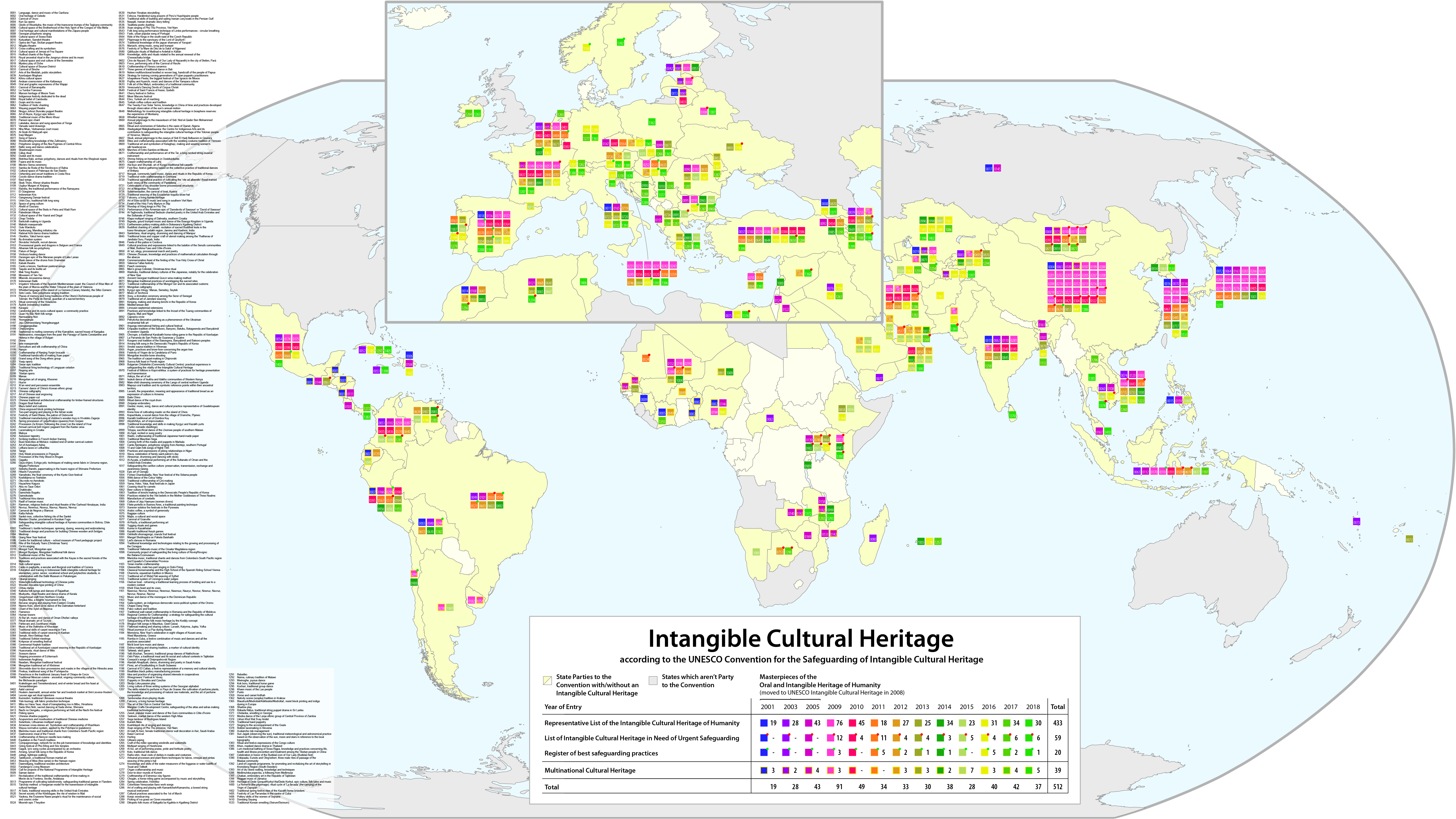
각 나라별 무형유산 수를 표시한 지도.

무형문화유산 목록에서는 유네스코가 등록한 인류무형문화유산의 목록으로, 2가지 목록이 있다. 일반적인 인류문화유산 대표목록(영어: Representative List of the Intangible Cultural Heritage of Humanity)과 긴급보호가 필요한 무형문화유산 목록(영어: List of Intangible Cultural Heritage in Need of Urgent Safeguarding)으로 이루어져 있다.
2001년 19개 유산이 처음 지정되었으며, 2003년에는 28개, 2005년에는 43개, 2009년에는 76건, 2010년에는 45건, 2011년에는 18건, 2012년에는 27건, 2013년에는 25건, 2014년에는 34건, 2015년에는 23건이 새로 대표목록에 등재되면서 전체 336건이 되었다.
아래의 목록은 2001년부터 2015년까지 지정된 세계무형유산의 목록이다.

## 북아메리카

### 과테말라
- 가리푸나족의 언어·무용·음악 (2001년 지정)
- 라비날 아치 무용극 전통 (2005년 지정)

### 니카라과
- 가리푸나족의 언어·무용·음악 (2001년 지정)
- 엘 구에구엔스 (2005년 지정)

### 도미니카 공화국
- 빌라 멜라 지역 문화 (2001년 지정)
- 코코로 무용극 전통 (2005년 지정)

### 벨리즈
- 가리푸나족의 언어·무용·음악 (2001년 지정)

### 멕시코
- 죽은 이를 위한 토착 축제 (2003년 지정)
- 똘리만의 오또미 치치메까족의 추억장소 및 살아있는 전통 (2009년 지정)
- 볼라도레의 제례의식 (2009년 지정)
- 멕시코 전통요리 (2010년 지정)
- 치아파 데 코르소의 신년 축제의 춤 (2010년 지정)
- 피레쿠아, 멕시코 푸레페차의 전통 노래 (2010년 지정)
- 마리아치, 현악, 음악과 트럼펫 (2011년 지정)
- 크탁스크가크겟 막그칵스틀라와나 (2012년 지정)

### 온두라스
- 가리푸나족의 언어·무용·음악 (2001년 지정)

### 자메이카
- 무어마을의 마룬인 유산 (2003년 지정)
- 레게 (2018년 지정)

### 코스타리카
- 코스타리카의 소 치기와 우차 전통 (2005년 지정)

### 쿠바
- 오리엔테주의 음악, 툼바 프란세사 (2003년 지정)

## 남아메리카

### 베네수엘라
- 베네수엘라 코퍼스크리스티의 춤추는 악마들 (2012년 지정)
- 과레나스와 과티레의 라 파란다 데 산 페드로(산 페드로 대축일 축제) (2013년 지정)
- Curagua(옥수수종) 재배 및 가공과 관련한 전통적 지식과 기술 (2015년 지정)

### 볼리비아
- 오루로사육제(2001년 지정)
- 칼라와야족의 전통 의술(2008년 지정)
- 산 이그나시오 데 목소스의 최대 축제, 이차페케네 피에스타(2012년 지정)
- 푸지레이와 아야리치: 얌파라 문화의 음악과 춤(2014년 지정)

### 브라질
- 와자피족의 구어·회화 표현 (2003년 지정)
- 바이아 로콘카보의 삼바 데 로다 (2005년 지정)
- 프레보, 헤시피 카니발의 공연예술 (2012년 지정)
- 파라 주 벨렝 시의 ‘시리우 지 나자레’ 축제(나자레 성모의 횃불 축제)(2013년 지정)
- 카포에이라 서클(2014년 지정)

### 에콰도르
- 자파라족의 구전 유산과 문화적 표현물 (2001년 지정)
- 에콰도르의 토킬라 밀짚모자 직조 전통 (2012년 지정)
- 콜롬비아의 남태평양지역과 에콰도르 에스메랄다스 지역의 전통음악 Marimba과 춤

### 콜롬비아
- 바랑끼야 사육제 (2003년 지정)
- 파렌큐 데 산 바실리오의 문화공간 (2005년 지정)
- 포파얀의 부활절 행렬 (2009년 지정)
- 흑백 사육제 (2009년 지정)
- 콜롬비아 남태평양연안 지역의 마림바 음악과 전통 영창 (2010년 지정)
- 팔라브레로에 의해 적용되는 와유족의 규범체계 (2010년 지정)
- 유루파리 재규어 샤먼의 전통지식 (2011년 지정)
- 퀴드보의 아시시의 성 프란시스 축제 (2012년 지정)
- Magdalena지역 전통 Vallenato 음악
- 콜롬비아의 남태평양지역과 에콰도르 에스메랄다스 지역의 전통음악 Marimba과 춤

### 아르헨티나
- 탱고 (2009년 지정)
- 부에노스 아이레스 Filete porteno의 전통회화기술 (2015년 지정)

### 우루과이
- 칸돔베와 그 사회문화적 공간 (2009년 지정)
- 탱고 (2009년 지정)

### 페루
- 자파라족의 구전 유산과 문화적 표현물 (2001년 지정)
- 타킬레섬의 직물공예 (2005년 지정)
- 가위춤 (2010년 지정)
- 후아코나다, 미토의 의례적 춤 (2010년 지정)
- 쾰러리츠 성지순례 (2011년 지정)
- 케스와차카 다리의 연례 보수와 관련된 지식 및 기술 그리고 의식 (2013년 지정)
- 콜카벨리의 위티티춤 (2015년 지정)

## 아시아

### 대한민국
- 종묘제례 및 종묘제례악 (2001년 지정)
- 판소리 (2003년 지정)
- 강릉단오제 (2005년 지정)
- 강강술래 (2009년 지정)
- 남사당놀이 (2009년 지정)
- 영산재 (2009년 지정)
- 제주 칠머리당영등굿 (2009년 지정)
- 처용무 (2009년 지정)
- 가곡 (2010년 지정)
- 대목장 (2010년 지정)
- 매사냥 (2010년 지정) 동시지정국가 - (벨기에, 체코, 프랑스, 스페인, 모로코, 몽골, 카타르, 대한민국, 사우디아라비아, 슬로바키아, 시리아, 아랍에미리트연합)
- 택견 (2011년 지정)
- 줄타기 (2011년 지정)
- 한산모시짜기 (2011년 지정)
- 아리랑 (남2012년 지정)(북2014년 지정)
- 김장 (남2013년 지정)(북2015년 지정)
- 농악 (2014년 지정)
- 줄다리기 (2015년 지정) 동시지정국가 - (대한민국, 필리핀, 베트남, 캄보디아)
- 해녀 (2016년 지정)
- 씨름 (2018년 지정) 동시지정국가 - (대한민국, 북한)
- 연등회 (2020년 지정)
- 탈춤 (2022년 지정)
- 장 담그기 문화 (2024년 지정)

### 말레이시아
- 막용 극 (2005년 지정)

### 몽골
- 마두금 전통 음악(2003년 지정)
- 오르팅 도 – 전통 민속 장(長)음악(2005년 지정)
- 나담, 몽골 전통 축제(2010년 지정)
- 매사냥, 인간문화유산(2010년 지정)
- 허미의 몽골 전통예술(2010년 지정)
- 몽골 게르의 전통 제작법과 관련 풍습(2013년 지정)
- 몽골의 지골(趾骨) 쏘아 맞추기(2014년 지정)
- 낙타 어루기(2015년 지정)

### 방글라데시
- 바울의 노래(2005년 지정)
- 잠다니 직물공예 전통예술(2013년 지정)

### 베트남
- 베트남 궁정 음악 나냑(2003년 지정)
- 공 문화공간(2005년 지정)
- 꽌호 박닌 민요(2009년 지정)
- 푸동 사원과 솤 사원의 종 축제(2010년 지정)
- 푸토성의 훙 왕조 의식(2012년 지정)
- 응에-띤의 비와 잠 민요(2013년 지정)
- 베트남 남부 지방의 ‘던 까 따이 뜨’ 음악과 가창 예술(2014년 지정)
- 줄다리기(2015년 지정) 동시지정국가 - (대한민국, 필리핀, 베트남, 캄보디아)

### 부탄
- 드라미티스 북들의 가면춤 (2005년 지정)
- 드라메체의 북 연주를 동반한 탈춤 (2008년 지정)

### 사우디아라비아
- 매사냥술, 인간문화유산(2010년 지정, 2012년(확장등재))
- 아랍 커피, 관용의 상징(Arabic coffee, a symbol of generosity)(2015년 지정) - 공동지정국가(아랍에미리트, 사우디아라비아, 오만, 카타르)
- 문화사회적 공간 Majlis(Majilis, a cultural and social space) (2015년 지정) - 공동지정국가(아랍에미리트, 사우디아라비아, 오만, 카타르)
- 사우디아라비아의 Alardah Alnajdiyah, 춤, 북 치기, 시가(Alardah Alnajdiyah, dance, drumming and poetry in Saudi Arabia)(2015년 지정)

### 시리아
- 매사냥술, 인간문화유산 (2010년 지정, 2012년(확장등재))

### 싱가포르
- 야외식당 문화 / Hawker culture (2020)

### 아랍에미리트연합
- 매사냥술, 인간문화유산(2010년 지정, 2012년(확장등재))
- 알 타크누다, 아랍에미리트와 오만의 베두인 전통 시(2012년 지정) - 공동지정국가(아랍에미리트, 오만)
- 오만술탄국과 아랍에미리트연방의 전통 공연예술, ‘알 아이알라’(2014년 지정) - 공동지정국가(아랍에미리트, 오만)
- 아랍 커피, 관용의 상징(Arabic coffee, a symbol of generosity)(2015년 지정) - 공동지정국가(아랍에미리트, 사우디아라비아, 오만, 카타르)
- 문화사회적 공간 Majlis(Majilis, a cultural and social space) (2015년 지정) - 공동지정국가(아랍에미리트, 사우디아라비아, 오만, 카타르)
- Al-Razfa, 전통공연예술(2015년 지정) - 공동지정국가(아랍에미리트, 오만)

### 예멘
- 사나 전통 음악 (2003년 지정)

### 오만
- 알 바라, 오만 도파리 계곡의 춤과 음악 (2010년 지정)
- 알 아지, 애가, 행진행렬, 시 (2012년 지정)
- 알 타크누다, 아랍에미리트와 오만의 베두인 전통 시(2012년 지정) - 공동지정국가(아랍에미리트, 오만)
- 오만술탄국과 아랍에미리트연방의 전통 공연예술, ‘알 아이알라’(2014년 지정) - 공동지정국가(아랍에미리트, 오만)
- 아랍 커피, 관용의 상징(Arabic coffee, a symbol of generosity)(2015년 지정) - 공동지정국가(아랍에미리트, 사우디아라비아, 오만, 카타르)
- 문화사회적 공간 Majlis(Majilis, a cultural and social space) (2015년 지정) - 공동지정국가(아랍에미리트, 사우디아라비아, 오만, 카타르)
- Al-Razfa, 전통공연예술(2015년 지정) - 공동지정국가(아랍에미리트, 오만)

### 요르단
- 페트라와 와디럼의 베두의 문화적 공간 (2005년 지정)

### 우즈베키스탄
- 보이순지역 문화(2001년 지정)
- 샤쉬마콤 음악(2003년 지정)
- 나브로즈(2009년 지정)
- 카타 아슐라 전통 노래(2009년 지정)
- 아스키야, 재치의 예술(2014년 지정)

### 이라크
- 이라크 전통 음악 마캄 (2003년 지정)

### 인도
- 산스크리트어 연극 쿠이야탐 / Kutiyattam, Sanskrit Theatre (2001년 지정)
- 베다 전통 / The Tradition of Vedic Chanting (2003년 지정)
- 람릴라 - 라마야나 전통공연 / Ramlila - the Traditional Performance of the Ramayana (2005년 지정)
- 나우로즈 (2009년 지정)
- 람만: 종교 축제 및 히말라야 가르왈의 제의연극 / Ramman: religious festival and ritual theatre of the Garhwal Himalayas, India ( 2009 )
- 라자스탄지방 칼벨리아족의 민속춤과 노래 / Kalbelia folk songs and dances of Rajasthan ( 2010 )
- 무디예투, 케랄라지역의 의례극과 춤극 / Mudiyettu, ritual theatre and dance drama of Kerala ( 2010 )
- 인도의 차우 댄스 / Chhau dance ( 2010 )
- 라다크의 불교 독송: 히말라야 라다크 지역, 잠무, 카슈미르의 불교 경전 암송 / Buddhist chanting of Ladakh: recitation of sacred Buddhist texts in the trans Himalayan Ladakh region, Jammu and Kashmir, India ( 2012 )
- 산키르타나, 마니푸르의 의식용 가무 및 북 연주(2013년 지정)
- 인도 펀자브 지방 잔디알라 구루의 타테라 공동체에서 전승되는 전통 유기 공예(2014년 지정)

### 인도네시아
- 와양 인형극 (2003년 지정)
- 인도네시아의 단도 크리스 (2005년 지정)
- 인도네시아 바틱 (2009년 지정)
- 인도네시아의 앙클룽 (2010년 지정)
- 발리 전통춤의 3가지 장르 (2015년 지정)

### 일본
- 노가쿠 (2001년 지정)
- 닌교조루리 분라쿠 인형극 (2003년 지정)
- 가부키 (2005년 지정)
- 교토 기온축제의 이동식 무대 의식 / Yamahoko, the float ceremony of the Kyoto Gion festival ( 2009 )
- 궁정 음악/가가쿠 / Gagaku ( 2009 )
- 노토 지방의 농업 풍습 / Oku-noto no Aenokoto ( 2009 )
- 다이니치 궁정 무용 및 음악 / Dainichido Bugaku ( 2009 )
- 다이모쿠타테 / Daimokutate ( 2009 )
- 신년 어린이 축제/차키라코 / Chakkirako ( 2009 )
- 아키호의 모내기 축제 / Akiu no Taue Odori ( 2009 )
- 유오누마 지방의 모시 제조 기술 / Ojiya-chijimi, Echigo-jofu: techniques of making ramie fabric in Uonuma region, Niigata Prefecture ( 2009 )
- 이와미 지방의 종이제조 / Sekishu-Banshi: papermaking in the Iwami region of Shimane Prefecture ( 2009 )
- 전통 아이누 춤 / Traditional Ainu dance ( 2009 )
- 코시키지마 노 토시돈 신 축제 / Koshikijima no Toshidon ( 2009 )
- 하야치네 무악 / Hayachine Kagura ( 2009 )
- 히타치 후류모노 축제 / Hitachi Furyumono ( 2009 )
- 유키 추무기, 실크 섬유 생산기술 / Yuki-tsumugi, silk fabric production technique ( 2010 )
- 쿠미오도리, 오키나와의 전통 음악극 / traditional Okinawan musical theatre ( 2010 )
- 미부노 하나타우에, 히로시마 미부 지역의 모내기 축제 / Mibu no Hana Taue, ritual of transplanting rice in Mibu, Hiroshima ( 2011 )
- 사다신노, 시마네 사다 신사의 전통 춤 / Sada Shin Noh, sacred dancing at Sada shrine, Shimane ( 2011 )
- 나치 노 텐가쿠(那智田樂), 나치 불꽃축제(那智大社の火祭り)의 종교 공연 / Nachi no Dengaku, a religious performing art held at the Nachi fire festival ( 2012 )

### 조선민주주의인민공화국
- 조선 민요 아리랑 (2014년 지정)
- 김치 만들기 (2015년 지정)

### 중화인민공화국
- 곤극(昆劇) / Kun Qu Opera ( 2008 /* 2005 )
- 구친(古琴) 음악 / The Guqin and its Music ( 2008 /* 2005 )
- 신장의 위구르 무캄 / The Uyghur Muqam of Xinjiang ( 2008 /* 2005 )
- 우르틴두 – 전통 민속 장(長)음악 / Urtiin Duu - Traditional Folk Long Song ( 2008 /* 2005 )
- 게사르 전통 서사시 / Gesar epic tradition ( 2009 )
- 난징의 윤진 문직 공예 / The craftsmanship of Nanjing Yunjin brocade ( 2009 )
- 남음 / Nanyin ( 2009 )
- 둥족 대가 / Grand song of the Dong ethnic group ( 2009 )
- 레공 예술 / Regong arts ( 2009 )
- 마나스 / Manas ( 2009 )
- 마주 신앙과 관습 / The Mazu belief and customs ( 2009 )
- 서안 고악 / Xi’an wind and percussion ensemble ( 2009 )
- 양잠 및 비단 공예 / Sericulture and silk craftsmanship of China ( 2009 )
- 용선 축제 / The Dragon Boat festival ( 2009 )
- 용천청자 초벌 기술 / The traditional firing technology of Longquan celadon ( 2009 )
- 월극 / Yueju opera ( 2009 )
- 전통 선지 제조기술 / The traditional handicrafts of making Xuan paper ( 2009 )
- 중국 도장 전각 기술 / The art of Chinese seal engraving ( 2009 )
- 중국 목판 인쇄술 / China engraved block printing technique ( 2009 )
- 중국 서예 / Chinese calligraphy ( 2009 )
- 중국 전지 공예 / Chinese paper-cut ( 2009 )
- 중국 전통 목조 건축기술 / Chinese traditional architectural craftsmanship for timber-framed structures ( 2009 )
- 중국에 거주하는 조선족의 농무(中国朝鲜族农乐舞) / Farmers’ dance of China’s Korean ethnic group ( 2009 )
- 티베트 식 오페라 / Tibetan opera ( 2009 )
- 화얼 / Hua’er ( 2009 )
- 북경 경극 / Peking opera ( 2010 )
- 중국의 전통의학: 침과 뜸 / Acupuncture and moxibustion of traditional Chinese medicine ( 2010 )
- 중국 그림자극 / Chinese shadow puppetry ( 2011 )
- 중국수판셈(中国珠算), 수판을 이용한 산술 지식 및 관습 ( 2013 )

### 카자흐스탄
- 카자흐 족의 전통 예술, 돔브라 쿠이(2014년 지정)
- 키르기스 족과 카자흐 족의 유르트(투르크 족의 이동식 주거) 제작에 관한 전통 지식 및 기술(2014년 지정) 동시지정국 - (카자흐스탄, 키르기스스탄)
- Aitysh/Aitys, 즉흥예술(2015년 지정) 동시지정국 - (카자흐스탄, 키르기스스탄)

### 카타르
- 매사냥술, 인간문화유산(2010년 지정)
- 아랍 커피, 관용의 상징(Arabic coffee, a symbol of generosity)(2015년 지정) - 공동지정국가(아랍에미리트, 사우디아라비아, 오만, 카타르)
- 문화사회적 공간 Majlis(Majilis, a cultural and social space) (2015년 지정) - 공동지정국가(아랍에미리트, 사우디아라비아, 오만, 카타르)

### 캄보디아
- 캄보디아 왕실 무용 (2003년 지정)
- 스벡 톰, 크메르 그림자극 (2005년 지정)
- 줄다리기(2015년 지정) 동시지정국가 - (대한민국, 필리핀, 베트남, 캄보디아)

### 키르기즈스탄
- 키르기즈스탄의 소리꾼, 아킨스의 기예 (2003년 지정)
- 노루즈 (2009년 지정)
- 키르기스인의 3부작 서사시, 마나스·세메테이·세이테크(2013년 지정)
- 키르기스 족과 카자흐 족의 유르트(투르크 족의 이동식 주거) 제작에 관한 전통 지식 및 기술(2014년 지정) 동시지정국 - (카자흐스탄, 키르기스스탄)
- Aitysh/Aitys, 즉흥예술(2015년 지정) 동시지정국 - (카자흐스탄, 키르기스스탄)

### 타지키스탄
- 샤쉬마콤 음악 (2003년 지정)

### 터키
- 시사시 이야기꾼, 메다의 기예 (2003년 지정)
- 메블라나 세마 의식 (2005년 지정)
- 그림자 연극 (2009년 지정)
- 네브루즈 (2009년 지정)
- 음유시인 전통 (2009년 지정)
- 세마, 알레비-벡타시 의례 (2010년 지정)
- 전통적인 소벳 미팅 (2010년 지정)
- 크르크프나르 오일 레슬링 축제 (2010년 지정)
- 케시켁 전통 의식 (2011년 지정)
- 메시르 마쿠누 축제 (2012년 지정)
- 터키식 커피 문화와 전통 (2013년 지정)
- 에르부, 터키 마블링 미술 (2014년 지정)

### 투르크메니스탄
- Gorogly의 서사시 예술

### 파키스탄
- 나우로즈 (2009년 지정)

### 필리핀
- 이푸가오족의 후드후드 (2001년 지정)
- 마라나오 부족의 대서사시 다란젠 (2005년 지정)
- 줄다리기(2015년 지정) 동시지정국가 - (대한민국, 필리핀, 베트남, 캄보디아)

## 아프리카

### 감비아
- 칸쿠랑, 멘딩지방의 입문의식 (2005년 지정)

### 기니
- 니아가쏠라 소쏠발라 문화 공간 (2001년 지정)

### 나미비아
- Oshituthi shomagongo 마룰라 과일축제

### 나이지리아
- 겔레데의 구전 유산 (2001년 지정)
- 이파 점술 (2005년 지정)
- 이젤 가면 축제 (2009년 지정)

### 니제르
- 니제르의 ‘농담관계’ 풍습 및 표현
- 투아레그 족의 임자드에 관한 관습 및 지식 (2013년 지정) 동시지정국가 - (알제리, 말리, 니제르)

### 마다가스카르
- 자피마니리족의 목공예 지식 (2003년 지정)

### 말라위
- 구레 왐쿠루 (2005년 지정)
- 빔부자 치유춤 (2005년 지정)
- 말라위 남부 롬웨 족의 제례무, 초파

### 말리
- 야루알과 데갈의 문화 공간(2005년 지정)
- 구루칸 푸가에서 선언된 맨든 헌장(2009년 지정)
- 카마블론의 7년 주기 지붕교체의식(2009년 지정)
- 말리, 부르키나파소, 코트디부아르의 세누포 공동체의 발라폰 관련 문화 관습과 표현(2012년 지정)
- 마르칼라에서 연행되는 ‘탈과 꼭두각시의 출두(2014년 지정)
- 투아레그 족의 임자드에 관한 관습 및 지식 (2013년 지정) 동시지정국가 - (알제리, 말리, 니제르)

### 모로코
- 제마 엘프나 광장의 문화 공간 (2001년 지정)
- 탄탄의 마우셈 (2005년 지정)
- 지중해식 식단 (2010년 지정)
- 매사냥술, 인간문화유산 (2010년 지정, 2012년(확장등재))
- 세프로우 체리 축제 (2012년 지정)
- 아르간, 아르간 나무와 관련된 풍습 및 기술(2014년 지정)

### 모잠비크
- 구레 왐쿠루 (2005년 지정)
- 쵸피 팀비라 (2005년 지정)

### 베넹
- 겔레데의 구전 유산 (2001년 지정)

### 부르키나파소
- 말리, 부르키나파소, 코트디부아르의 세누포 공동체의 발라폰 관련 문화 관습과 표현 (2012년 지정)

### 알제리
- 고아라의 아헬릴 (2005년 지정)
- 알제리 틀렘센의 결혼예복 전통 관련 의식 및 제작 (2012년 지정)
- 투아레그 족의 임자드에 관한 관습 및 지식 (2013년 지정) 동시지정국가 - (알제리, 말리, 니제르)
- 시디 압델 카데르 벤 모하메드(시디 셰이크)의 영묘로 향하는 연례 순례 (2013년 지정)
- 알제리의 자네트 오아시스에서 연행되는 스베이바 의례와 의식 (2014년 지정)
- Gourara에 위치한 Sidi EI Hadj Belkacem의 zawiya로 향하는 Sbua 연례 순례 (2015년 지정)

### 에티오피아
- 그리스도의 참 십자가 발견 기념 축제(2013년 지정)
- Fichee-Chambalaalla, Sidama 사람들의 새해 축제(2015년 지정)

### 우간다
- 나무껍질옷 만들기 (2005년 지정)
- 바송고라, 바냐빈디, 바투로인의 Koogere 구전(2015년 지정)

### 이집트
- 알 시라흐 알 히야라흐 서사시 (2003년 지정)

### 잠비아
- 구레 왐쿠루 (2005년 지정)
- 마키쉬 가면무도회 (2005년 지정)

### 중앙아프리카공화국
- 아카 피그미족의 구전 음악 (2003년 지정)

### 짐바브웨
- 음벤데 예루살레마 춤 (2005년 지정)

### 코트디부아르
- 아풍카아의 보페: 타그바나 지역의 횡취형 젓대와 문화 공간 (2001년 지정)
- 말리, 부르키나파소, 코트디부아르의 세누포 공동체의 발라폰 관련 문화 관습과 표현 (2012년 지정)

### 토고
- 겔레데의 구전 유산 (2001년 지정)

## 오세아니아

### 바누아투
- 바누아투의 모래 그림 (2003년 지정)

### 통가
- 라카라카 (2003년 지정)

## 유럽

### 그리스
- 지중해식 식단(2010년 지정)
- 키오스섬의 매스틱(유향 수액) 재배법(2014년 지정)
- 티니언섬 석공예기술(2015년 지정)

### 라트비아
- 십자가 공예와 그 상징성 (2001년 지정)
- 발트 지역 국가들의 노래와 춤의 축전 (2003년 지정)

### 러시아
- 세메이스키에 문화 공간과 구전 문화 (2001년 지정)
- 야쿠트민족의 영웅서사시 올롱코 (2005년 지정)

### 루마니아
- 칼루스 의식 (2005년 지정)
- 도이나 (2009년 지정)
- 호레주 도자기 제조 기술 (2012년 지정)
- 남성들의 콜린다트 모임, 크리스마스 풍습 (2013년 지정) 동시지정국가 - (루마니아, 몰도바)
- 루마니아의 춤 (2015년 지정)

### 룩셈부르크
- 에히터나흐의 무도행렬 (2010년 지정)

### 리투아니아
- 십자공예와 상징 (2001년 지정)
- 발트 지역 국가들의 노래와 춤의 축전 (2008년 지정)
- 리투아니아 돌림노래 (2010년 지정)

### 마케도니아
- 슈티프의 성(聖) 40인 순교자 축일(2013년 지정)
- 코파츠카타, 피자넥 지역 드람체 마을의 민속춤(2014년 지정)
- 이중주 민요(2015년 지정)

### 벨기에
- 뱅슈 사육제(2003년 지정)
- 벨기에와 프랑스의 축제 행진용 거인과 용 형상(2005년 지정)
- 브뤼헤의 보혈의 행렬(2009년 지정)
- 알스트 카니발(2010년 지정)
- 크라케링흔 및 토네켄스브랜드, 헤라드스베르흔의 세밑 성찬과 불축제(2010년 지정)
- 하우템 야르마르크트, 신트 리벤스 하우템의 겨울 가축 품평회 및 시 (2010년 지정)
- 매사냥술, 인간문화유산 (2010년 지정, 2012년(확장등재))
- 루뱅 나이 세트 의례 연주곡목(2011년 지정)
- 앙트르 상브르 에 뫼즈 행진(2012년 지정)
- 오스트되인케르케의 승마 새우잡이(2014년 지정)
- 벨기에의 맥주문화(2016년 지정)

### 불가리아
- 비스트리타사 바비 – 쇼플룩 지방의 고대 다성음악, 춤 그리고 의식 (2005년 지정)
- 네스티나즈보의 과거로부터 온 편지 (2009년 지정)
- 치프로프스키 킬림의 직조 전통 (2014년 지정)
- Pernik지역의 Surova 민속 축제 (2015년 지정)

### 스페인
- 엘체 신비극 (2001년 지정)
- 베르가 성체축일축제 (2005년 지정)
- 라 고메라섬의 휘파람 소리 언어 (2009년 지정)
- 스페인 지중해 연안의 관람 법정 (2009년 지정)
- 마요르카의 실빌 영창 (2010년 지정)
- 인간 탑 쌓기 (2010년 지정)
- 지중해식 식단 (2010년 지정)
- 플라멩고 (2010년 지정)
- 매사냥술, 인간문화유산 (2010년 지정, 2012년(확장등재))
- 안달루시아 세비야 주 모론 데 라 프론테라의 전통적 석회 제조 기술의 재활성화 (2011년 지정)
- 알게메시의 ‘건강의 성모마리아’ 축제 (2011년 지정)
- 코르도바의 파티오 축제 (2012년 지정)
- 피레네산맥의 하계 지점 불꽃축제 (2015년 지정)

### 슬로바키아
- 푸자라와 푸자라 음악(2005년 지정)
- 테르호바의 전통 음악(2013년 지정)
- 백파이프 문화(2015년 지정)

### 아제르바이잔
- 아제르바이잔의 전통음악 무감(2003년 지정)
- 노브루즈 바이라므(2009년 지정)
- 아제르바이잔 아쉬크 예술(2009년 지정)
- 아제르바이잔 카펫의 전통기술(2010년 지정)
- 타르(목이 긴 현악기) 제작 및 공연 예술(2012년 지정)
- Lahij의 구리 공예가(2015년 지정)

### 알바니아
- 알바니아의 민속 단조다성부음악 (2005년 지정)

### 에스토니아
- 키누 지역 문화 (2003년 지정)
- 발트 지역 국가들의 노래와 춤의 축전 (2008년 지정)
- 세토 릴로, 세토 합창음악 (2009년 지정)
- 버로마 지역의 연기 사우나 전통(2014년 지정)

### 오스트리아
- 오스트리아 커피의 문화라고 볼 수 있는 빈의 카페 하우스 문화(2011년 지정)
- 오스트리아 임스트의 사순절 카니발, 슈에멘라우펜 (2012년 지정)
- 매사냥술, 인간문화유산 (2010년 지정, 2012년(확장등재))
- 정통 승마술과 스페인식 정통 승마학교 비엔나 (2015년 지정)

### 이탈리아
- 시칠리아 전통 인형극 푸피(2001년 지정)
- 칸토 아 테노레, 사르디니아의 목가노래(2005년 지정)
- 지중해식 식단(2010년 지정)
- 크레모나의 전통 바이올린 제조기술(2012년 지정)
- 거대한 구조물을 어깨에 메고 행진하는 가톨릭 기념 축제(2013년 지정)
- 판텔레리아 공동체의 전통적인 경작 풍습, ‘비테 아드 알베렐로(헤드 트레이닝)’(2014년 지정)

### 조지아
- 조지아의 다성 합창(2001년 지정)
- 고대 조지아의 전통 크베브리 와인 양조법(2013년 지정)

### 체코
- 슬로바코 버번크, 모집춤 (2005년 지정)
- 흘리네츠코지역 마을의 쉬로브타이드 행진과 가면들 (2010년 지정)
- 매사냥술, 인간문화유산 (2010년 지정, 2012년(확장등재))
- 체코 남동부의 왕들의 승마 (2011년 지정)

### 포르투갈
- 파두(2011년 지정)
- 소 방울 제작(2015년 지정)

### 프랑스
- 벨기에와 프랑스의 축제 행진용 거인과 용 형상 / Processional Giants and Dragons in Belgium and France ( 2005 )
- 말로야 / Maloya ( 2009 )
- 오뷔송 벽걸이 융단 / Aubusson tapestry ( 2009 )
- 프랑스 목조 구조물 제작 전통 / The scribing tradition in French timber framing ( 2009 )
- 매사냥술, 인간문화유산 / Falconry, a living human heritage ( 2010 )
- 알렁송의 자수 레이스 공예기술 / craftsmanship of Alençon needle lace-making ( 2010 )
- 콩파뇨나쥬: 업무를 통한 지식과 정체성의 전승 네트워크 / Compagnonnage, network for on-the-job transmission of knowledge and identities ( 2010 )
- 프랑스의 미식(美食) 문화 / The gastronomic meal of the French ( 2010 )
- 프랑스 전통 승마술 / Equitation in the French tradition ( 2011 )
- 페스트 노즈, 브르타뉴 지역 전통 춤 집단 연행에 기반한 축제 모임 / Fest-Noz, festive gathering based on the collective practice of traditional dances of Brittany ( 2012 )
- 7년마다 열리는 리무쟁의 성유물 전시 축제(2013년 지정)
- 그오카: 과들루프의 정체성을 대표하는 음악, 노래, 춤, 그리고 문화적 관습(2014년 지정)
- 피레네산맥의 하계 지점 불꽃축제 (2015년 지정)

### 헝가리
- 모학스 부소 축제 (2009년 지정)
- 매사냥술, 인간문화유산 / Falconry, a living human heritage ( 2010 )
- 전통 공동체의 마툐 자수 민속공예 (2012년 지정)

## 같이 보기
- 세계유산 잠정목록
- 세계유산
- 세계기록유산
- 생물권보전지역
- 세계지질공원
- 유네스코 창의도시 네트워크
- 세계 책의 수도